# 神林広恵
神林 広恵（かんばやし ひろえ、1966年 - ）は、日本のフリーライター、元噂の眞相デスク。作家兼コメンテーターの室井佑月の元マネージャー。ニュースサイトLITERAを運営する株式会社ロストニュース代表取締役。

## 来歴
1966年、群馬県生まれ。明治大学短期大学経済科卒業後、保険会社、広告デザイン会社を経て、愛読していた噂の眞相の正社員募集に応募。1988年4月、3か月の試用期間中に1本でもネタを出すことの条件で噂の眞相社に入社。主に、潜入取材を元に様々な記事を執筆してきた。
1994年1月号で西川りゅうじんと和久峻三のスキャンダルを掲載、これに対して和久は東京地検特捜部に名誉棄損で刑事告訴。1995年6月に当時担当デスクであった神林と編集長である岡留が在宅起訴される。両名は、記事は公人（みなし公人、社会に対して影響力のある人物）に対する正当な批判報道であり名誉毀損は成立しない、起訴は宗像紀夫東京地検特捜部長（当時）が小針暦二からりんご箱を送られていたと報じたことや一連の検察批判に対する報復であり公訴権の濫用であると主張するも、東京地裁は神林を懲役6月、執行猶予2年とする判決を下す。東京高裁、最高裁へ審理が進むも2005年3月7日、最高裁は上告を棄却する決定を出し、判決が確定。
2004年4月の休刊にて退社。噂の真相退社後は、室井佑月の私設マネージャーを3年ほどしていた時期もあり、そのため出版イベントや放射能測り隊等の行動を起こす。その後、2014年4月に室井の都合にてマネージャー職を解雇。ただし、解雇後もイベント等で共演している。
2014年7月、噂の真相時代の元副編集長である川端幹人と共に株式会社ロストニュースを設立。株式会社サイゾーと共同でニュースサイト「LITERA」を立ち上げて運営している。また、サイゾーの紙面で記事を執筆している。
2018年5月頃、しんぶん赤旗に登場している。

## 主な主張
日本共産党の支持を表明していた。
- 原子力撤廃運動に関わり、原子力発電所の廃止を主張している。
- 特定秘密保護法に反対している。

## 著書

### 単著
- 『噂の女』 幻冬舎アウトロー文庫、2005年、ISBN 978-4344010468

### 共著
- 『日本を脅かす! 原発の深い闇』 宝島SUGOI文庫、2012年、ISBN 978-4796689977

## 連載
- 「“噂の女”神林広恵のナイショの一説」（2008-2012年、サイゾー）
- 「“噂の女”神林広恵の女性週刊誌ぶった斬り!」（2009年-連載中、サイゾーウーマン）
- 「悪女の履歴書」（2011-2016年、サイゾーウーマン）

## 出演番組
- 5時に夢中!（TOKYO MX） - 金曜コメンテーター（2008年4月 - 2008年7月）

## 関連リンク
- 神林広恵ブログ